# 冷たいのがお好き (テレビドラマ)
『冷たいのがお好き』（つめたいのがおすき）は、1987年に日本テレビ系「火曜サスペンス劇場」で放送されたテレビドラマ。主演は樹木希林。
副題「女二人のグルメ完全犯罪！誰にでもできる浮気男の殺し方教えます」 - VTR作品。

## あらすじ
推理作家の橋本春恵 （樹木希林）は歌手の司まゆみ（ちあきなおみ）、グルメ雑誌編集長の北村美紀 （松金よね子）と友人関係であった。まゆみは作曲家の高槇京介（中条きよし）と恋仲にあったが、まゆみは女たらしの高槇を「殺したい」と春恵と美紀 に告げる。レストランに居合わせ、まゆみに紹介された春恵を高槇は言葉巧みに口説き、その気にさせておいて、春恵の娘・理沙（松本友里子）をも口説いていた。怒った春恵はまゆみと一緒に完全犯罪の形で高槇を殺害する計画を立てる。

## キャスト
- 橋本春恵 - 樹木希林
- 司まゆみ - ちあきなおみ
- 北村美紀 - 松金よね子
- 北村徹 - 光石研
- 橋本理沙 - 松本友里子
- 中原待子 - 富永麻季子
- 田根楽子
- 阿部光子
- 麻ミナ
- 東美江
- ハント敬士
- 梅原得由
- 由花ゆかり
- 平田京子
- 早川亜友子
- 青嶋卓弘
- 土生かおり
- 黒沢瞳
- 武田留美子
- レオメンゲティ
- カレン カワシマ
- 織家秀隆
- 日本テレビ音楽学院
- 教授 - 篠沢秀夫
- 高槇京介 - 中条きよし

## スタッフ
- 企画 - 小坂敬（日本テレビ）
- プロデューサー - 野末和夫（日本テレビ）、小橋智子（テレパック）、篠原茂（テレパック）
- 原作 - 小泉喜美子（青樹社刊）
- 脚本 - 井手俊郎
- 音楽 - 佐藤允彦
- 技術 - 後藤勝彦
- 撮影 - 水野征樹
- 照明 - 米田俊一
- 音声 - 菊池正嗣
- 映像 - 渡辺久仁彦
- 編集 - 飯塚守
- 音効 - 佐古伸一
- 美術制作 - 保戸田功
- デザイン - 岸聡光
- 装飾 - 山崎福松
- メイク - 中村ひろ子
- 広報担当 - 中原修一（日本テレビ）
- 助監督 - 萩谷泰夫
- 記録 - 高山典子
- 制作主任 - 橋本寛
- テーマ曲 - 「夜のてのひら」 作詞 - 来生えつこ 作曲 - 筒美京平 編曲 - 武部聡志 唄 - 岩崎宏美（ビクターレコード）
- 音楽協力 - 日本テレビ音楽
- 衣裳協力 - 京都たかさん(株)、β sur α、NONA グンゼ産業、馬里邑、(株)創美
- 撮影協力 - スカイレストラン オスロ
- 技術協力 - パビック
- 監督 - 小沼勝
- 制作 - 日本テレビ
- 製作・著作 - テレパック